# Tilleyite
La tilleyite è un minerale.